# Cratere Prinz
Prinz è un cratere lunare di 46,13 km situato nella parte nord-occidentale della faccia visibile della Luna.

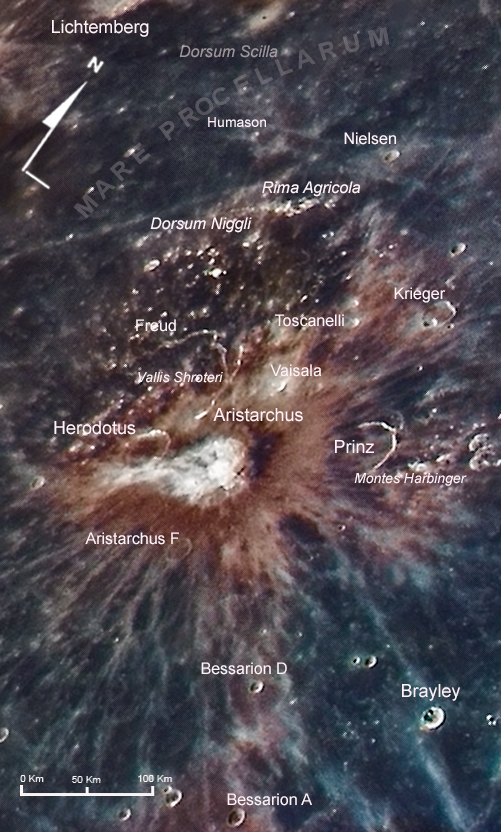
La zona di Prinz con mineral postprocessing (acquisizione diurna)